# 鄧肯 (伊利諾伊州)
卡鄧肯（英語：Duncan）是位於美國伊利諾伊州斯塔克縣的一個非建制地區。該地的面積和人口皆未知。

## 地理
卡鄧肯的座標為40°59′01″N 89°47′21″W / 40.98361°N 89.78917°W，而該地的平均海拔高度為201米（即659英尺）。